# HMS Vervain (K190)
«Вервейн» (англ. HMS Vervain (K190) — військовий корабель, корвет типу «Флавер» Королівського військово-морського флоту Великої Британії за часів Другої світової війни.
Корвет «Вервейн» був закладений 16 листопада 1940 року на верфі компанії Harland and Wolff у Белфасті. 12 березня 1941 року він був спущений на воду, а 9 червня 1941 року увійшов до складу Королівських ВМС Великої Британії.

## Історія служби
9 квітня 1942 року корвет брав участь у протичовнових навчаннях разом з підводним човном O 10 типу O 9 Королівського флоту Нідерландів. 1 листопада 1942 року він залучався до тренувань з протичовнової оборони з британською субмариною H43.
28 лютого 1943 року судно класу «Ліберті» SS Wade Hampton був торпедований поблизу Гренландії німецьким підводним човном U-405 під час руху конвою з Нью-Йорка до Мурманська. Моряки, що вижили, були підібрані екіпажами «Вервейна» і «Беверлі».
20 лютого 1945 року об 11:45 «Вервейн» супроводжував конвой, що прямував додому, коли він був потоплений торпедною атакою німецького підводного човна U-1276 під командуванням оберлейтенанта-цур-зее Карла-Гайнца Вендта, приблизно у 25 милях на південний схід від Дангарвана, Ірландія. Корвет затонув за 20 хвилин. Загинув командир, три офіцери і 56 матросів. Було врятовано трьох офіцерів і 30 матросів. У свою чергу підводний човен U-1276 був потоплений з усіма 49 членами екіпажу глибинними бомбами корвета «Аметист».